# Pandoraïta-Ba
La pandoraïta-Ba és un mineral de la classe dels òxids. Rep el nom de la mina Pandora, als Estats Units, la seva localitat tipus.

## Característiques
La pandoraïta-Ba és un òxid de fórmula química BaV4+₅V5+₂O16·3H₂O. Va ser aprovada com a espècie vàlida per l'Associació Mineralògica Internacional l'any 2018, sent publicada per primera vegada el 2019. Cristal·litza en el sistema monoclínic. La seva duresa a l'escala de Mohs és 2,5.
Els exemplars que van servir per a determinar l'espècie, el que es coneix com a material tipus, es troben conservats a les col·leccions mineralògiques del Museu d'Història Natural del Comtat de Los Angeles, a Los Angeles (Califòrnia) amb els números de catàleg: 67293 i 67294.

## Formació i jaciments
Va ser descoberta a la mina Pandora, situada al districte miner de La Sal, dins el comtat de San Juan (Utah, Estats Units), on es troba com a mineral secundari en una matriu formada per grans de quars recristal·litzats de l'arenisca original. Aquesta mina és l'únic indret de tot el planeta on ha estat descrita aquesta espècie mineral.